# Eubergia
Eubergia is een geslacht van vlinders van de familie nachtpauwogen (Saturniidae), uit de onderfamilie Hemileucinae.

## Soorten
- E. argyrea (Weymer, 1908)
- E. boetifica Druce, 1899
- E. caisa (Berg, 1883)
- E. radians (Dognin, 1911)